# Helina tripunctata
Helina tripunctata är en tvåvingeart som först beskrevs av Christian Rudolph Wilhelm Wiedemann 1824.  Helina tripunctata ingår i släktet Helina och familjen husflugor. Inga underarter finns listade i Catalogue of Life.